# Sylvain Vanholme
Sylvain Vanholmen (nom de scène de Sylveer Vanholme), né le 11 août 1943 à Furnes, est un musicien, chanteur, compositeur et producteur belge, connu 
comme membre principal du groupe Wallace Collection, créateur du titre au succès international Daydream, et comme membre fondateur du groupe Two Man Sound, connu pour ses titres Charlie Brown et Disco Samba.
Il a également écrit des morceaux pour Plastic Bertrand (Le p'tit tortillard, 1978) et Mino.[réf. nécessaire]